# Масерија Сант'Андреа Пиколо (Таранто)
Масерија Сант'Андреа Пиколо (итал. Masseria Sant'Andrea Piccolo) је насеље у Италији у округу Таранто, региону Апулија.
Према процени из 2011. у насељу је живело 6 становника. Насеље се налази на надморској висини од 45 м.